# S2 (Polen)
De S2 is een snelweg ten zuiden van de hoofdstad van Polen: Warschau. De weg vormt de zuidelijke randweg van de hoofdstad en moet in de toekomst het oostelijk en westelijk gedeelte van de snelweg A2 verbinden. De route moet 34,1 kilometer lang worden.

## Toekomst
Het oostelijk gedeelte moet tussen 2015 en 2019 worden aangelegd. De bouwtijd zal door het aantal tunnels en bruggen relatief lang zijn. De brug over de rivier de Wisła krijgt 2x4 rijstroken. Dit gedeelte omvat onder andere de 2.655 meter lange Ursynówtunnel. Op 4 februari 2014 werden alle bezwaren tegen het DŚU (milieubesluit) ongegrond verklaard. De aanleg van dit stuk S2 kost ongeveer €1 miljard en is het duurste en meest complexe wegenproject van Polen.
A1 · A2 · A4 · A6 · A8 · A18 · A50
S1 · S2 · S3 · S5 · S6 · S7 · S8 · S10 · S11 · S12 · S14 · S16 · S17 · S19 · S22 · S50 · S51 · S52 · S61 · S74 · S79 · S86